# Peucetia pulchra
Peucetia pulchra är en spindelart som först beskrevs av John Blackwall 1865.  Peucetia pulchra ingår i släktet Peucetia och familjen lospindlar. Inga underarter finns listade i Catalogue of Life.